# Ernst Mangold

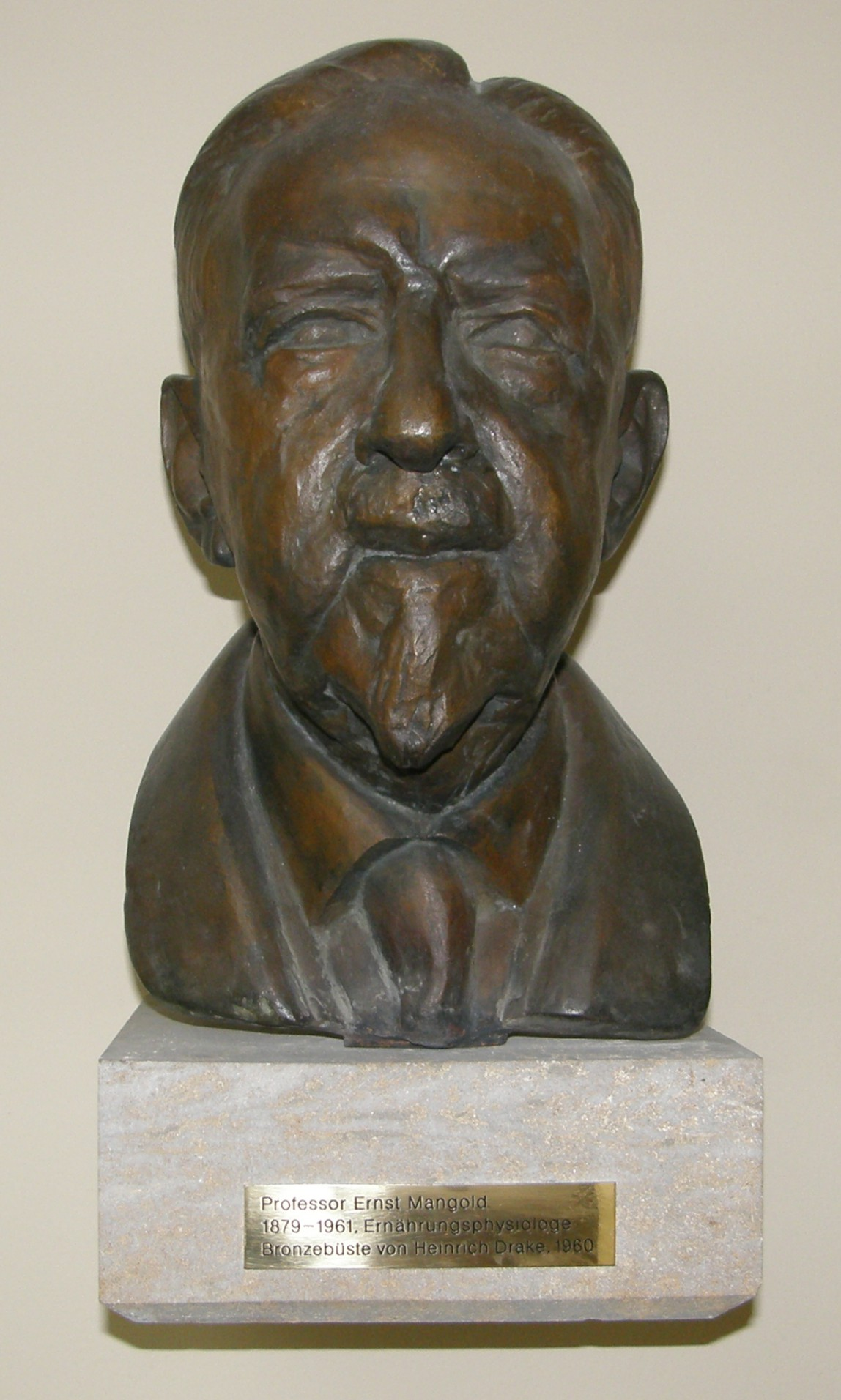
Büste Mangolds im Foyer der Landwirtschaftlichen Fakultät der Humboldt-Universität

Ernst Mangold (* 5. Februar 1879 in Berlin; † 10. Juli 1961 in Hahnenklee-Bockswiese) war ein deutscher Arzt, Physiologe und Ernährungsforscher, der in der Deutschen Demokratischen Republik (DDR) zu den renommiertesten Agrarwissenschaftlern zählte und als Mitbegründer der Ernährungsphysiologie der Haustiere und der Tierernährungslehre in Deutschland gilt. Er wirkte von 1912 bis 1923 als Professor für Ernährungsphysiologie der Haustiere an der Universität Freiburg, von 1923 bis 1935 als Professor und Direktor des Instituts für Tierphysiologie der Landwirtschaftlichen Hochschule Berlin und von 1935 bis 1954 als Professor und Direktor des Instituts für Tierernährung an der Universität Berlin.

## Leben
Ernst Mangold wurde 1879 in Berlin als Sohn eines Gymnasialprofessors geboren und absolvierte dort auch das Askanische Gymnasium. Von 1897 bis 1903 studierte er Medizin und Naturwissenschaften an den Universitäten Gießen, Jena und Leipzig. Er erhielt 1903 die ärztliche Approbation und promovierte im gleichen Jahr in Jena mit einer medizinischen Dissertation über die postmortale Erregbarkeit der quergestreiften Muskulatur bei Warmblütern. Nach einer Tätigkeit als Assistent bei Wilhelm Biedermann am Institut für Physiologie der Universität Jena und unter dem Einfluss von Ernst Haeckel erlangte er darüber hinaus 1905 die zoologische Promotion, bereits ein Jahr später wurde er mit einer Arbeit über die Bewegung des Magens von Hühnern für das Fach Physiologie habilitiert.
Nach der Habilitation blieb Mangold zunächst noch an der Universität Jena, bevor er im Winter 1906/1907 an die Zoologische Station Neapel ging, wo er sich mit der Funktionsweise der Sinnesorgane von Kleintieren beschäftigte. Von April 1907 bis September 1911 war er als Privatdozent am Institut für Physiologie der Universität Greifswald tätig. Anschließend wechselte Mangold an die Universität Freiburg, an der er zunächst für kurze Zeit ebenfalls als Privatdozent und von 1912 bis 1923 als außerordentlicher Professor für Ernährungsphysiologie der Haustiere fungierte. Unterbrochen wurde sein wissenschaftliches Wirken während des Ersten Weltkrieges durch Einsätze als Stabsarzt der Reserve und als Chefarzt von Reservelazaretten in Schopfheim und Baden-Baden.
1923 wechselte Mangold an die Landwirtschaftliche Hochschule Berlin, an der er in Nachfolge von Carl Arthur Scheunert bis 1935 als ordentlicher Professor für Physiologie und Direktor des Instituts für Tierphysiologie sowie von 1931 bis 1933 als Rektor der Hochschule fungierte. Infolge der Vereinigung der Landwirtschaftlichen Hochschule mit der Friedrich-Wilhelms-Universität war er ab 1935 ordentlicher Professor für Ernährungsphysiologie der Haustiere und Direktor des Instituts für Tierernährung an der Landwirtschaftlich-Tierärztlichen, ab 1937 der Landwirtschaftlichen Fakultät der Universität Berlin. Nach dem Ende des Zweiten Weltkrieges wurde Mangold im Januar 1946 auf seinem Lehrstuhl und als Direktor des Instituts für Tierernährungslehre, ab 1947 an der Landwirtschaftlich-Gärtnerischen Fakultät, bestätigt. Darüber hinaus wirkte er auch als stellvertretender Direktor des Instituts für Veterinärphysiologie der Berliner Universität. Er wurde Anfang März 1954 im Alter von 75 Jahren emeritiert und starb sieben Jahre später während einer Erholungsreise in Hahnenklee im Harz.

## Wissenschaftliches Wirken
Ernst Mangold veröffentlichte im Laufe seiner Karriere rund 560 wissenschaftliche Publikationen. Während seiner Zeit in Jena, Greifswald und Freiburg beschäftigte er sich vor allem mit der allgemeinen und vergleichenden Physiologie der tierischen und menschlichen Organe. Nach seinem Wechsel nach Berlin wandte er sich der Ernährung landwirtschaftlicher Nutztiere und deren Verdauung zu, insbesondere der Funktion von Magen und Darm bei Wiederkäuern und Geflügel. Darüber hinaus untersuchte er den Nährwert von Futtermitteln sowie die Rolle mikrobiologischer Prozesse bei der Verdauung und den Stoffwechsel der Kohlenhydrate und Proteine der Bakterien im Pansen.
Aufgrund seines wissenschaftlichen Wirkens und seiner Forschungsergebnisse gilt er als Mitbegründer der Ernährungsphysiologie der Haustiere und der Tierernährungslehre in Deutschland. Ab 1950 wirkte Mangold als Herausgeber der von ihm begründeten Fachzeitschrift Archiv für Tierernährung. Er beherrschte neben der englischen und der französischen Sprache auch Italienisch, Spanisch sowie Portugiesisch und referierte in diesen Sprachen erschienene wissenschaftliche Arbeiten.

## Auszeichnungen
Ernst Mangold war ab 1925 Mitglied der Deutschen Akademie der Naturforscher Leopoldina und wurde 1949 als ordentliches Mitglied in die Deutsche Akademie der Wissenschaften zu Berlin (DAW) aufgenommen. Außerdem gehörte er der Deutschen Akademie der Landwirtschaftswissenschaften (DAL) ab ihrer Gründung 1951 als ordentliches Mitglied an. Das ihm angebotene Amt des Gründungspräsidenten der DAL lehnte er aus Altersgründen ab.
Die Humboldt-Universität zu Berlin (Dr. vet. med. h. c., 1950; Dr. agr. h. c., 1954) und die Martin-Luther-Universität Halle-Wittenberg (Dr. agr. h. c., 1952) ernannten ihn zum Ehrendoktor. Er erhielt darüber hinaus 1922 den Carus-Preis der Leopoldina, 1954 den von der Hochschule Gießen vergebenen Justus-Liebig-Preis und 1957 die Adolf-Köppe-Nadel der Deutschen Gesellschaft für Züchtungskunde.
In der DDR, in der Ernst Mangold zu den renommiertesten Agrarwissenschaftlern zählte, wurden ihm verschiedene hochrangige staatliche Auszeichnungen verliehen, so unter anderem 1950 und 1959 der Nationalpreis der DDR, 1954 der Vaterländische Verdienstorden und 1959 der Ehrentitel Hervorragender Wissenschaftler des Volkes.

## Weitere Darstellung Mangolds in der bildenden Kunst
- Willi Warschowske: Porträt Professor Dr. Ernst Mangold (Öl, 99 × 79 cm)[1]

## Veröffentlichungen (Auswahl)
- Untersuchungen über die Endigung der Nerven in den quergestreiften Muskeln der Arthropoden. Jena, Gustav Fischer, 1905 doi:10.5962/bhl.title.11526 (Dissertation)
- Hypnose und Katalepsie bei Tieren im Vergleich zur menschlichen Hypnose. Jena, Gustav Fischer, 1914
- Grundriss der Anatomie und Physiologie der Haussäugetiere. Berlin 1931 (als Mitautor)
- (Hrsg.): Handbuch der Ernährung und des Stoffwechsels der landwirtschaftlichen Nutztiere als Grundlagen der Fütterungslehre. Vier Bände. Berlin 1929–1932
- Ernährung und Fütterung des Hundes. Leipzig 1938
- Handbuch der Kaninchenfütterung. Radebeul und Berlin 1949
- Die Verdauung bei den Nutztieren. Berlin 1950
- Das Eiweiss in der Geflügelernährung. Berlin 1951